# Oltina
Oltina es una comuna rumana del condado de Constanța.

## Geografía
La comuna está ubicada al sur del río Danubio.

## Historia
Hacia comienzos del siglo XX la comuna, que ya por entonces pertenecía al condado de Constanța, tenía contabilizada una población de 1238 habitantes y estaba formada por las localidades de Oltina —la capital— y Cîșla.
En la segunda mitad del siglo XX la comuna había pasado a estar formada por las localidades de Oltina, Răzoarele, Satu Nou y Strunga. En el censo de 2021 la comuna tenía una población de 2241 habitantes.